# Фигатнер, Юрий Петрович
Юрий Петрович Фигатнер (наст. имя — Яков Исаакович; 1889—1937) — советский партийный, государственный и профсоюзный деятель.

## Биография
Родился в Одессе в семье ремесленника. Рабочий-токарь. Член РСДРП с 1903 года. Участник Революции 1905 года в Варшаве, в 1906 году эмигрировал. Член большевистских групп в Льеже, Париже. Учился в 1909 году в парижском кружке В. И. Ленина. Направлен в Москву, был секретарём Московского комитета РСДРП. Осенью 1909 года арестован, в 1911 году осужден на 7 лет каторги (отбывал в Бутырской тюрьме).
После Февральской революции работал в Московском комитете РСДРП (б), с мая председатель Совета и секретарь комитета РСДРП (б) в Кисловодске. Участник борьбы за установление Советской власти на Северном Кавказе, с ноября 1917 года член Кавказского краевого комитета РСДРП (б), с 1918 нарком внутренних дел Терской советской республики. В 1919 году на подпольной партийной работе в Закавказье. С 1920 года член областного комитета РКП (б) и председатель Совета профсоюзов в Краснодаре; затем член, в 1921 секретарь Кавказского бюро ЦК РКП (б) и председатель Кавбюро ВЦСПС. Один из организаторов «красного террора» на Северном Кавказе. С 1922 года член Сиббюро ЦК РКП (б), Сибревкома и председатель Сиббюро ВЦСПС. С 1924 года — председатель ЦК профсоюза совторгслужащих.
В 1929 году был председателем Правительственной комиссии Наркомата рабоче-крестьянской инспекции СССР по проверке аппарата Академии наук (см. «Дело» Платонова). На апрельском пленуме 1929 г. проголосовал против резолюции от 23 апреля 1929 г., осуждавшей фракционную деятельность «группы Бухарина». С 1930 года член Президиума и начальник главной инспекции ВСНХ. С 1932 член коллегии Наркомтяжпрома, Наркомлеса. С августа 1936 года — начальник Главного управления лесозаготовок, лесного хозяйства и сплава северных районов Народного комиссариата лесной промышленности СССР. Делегат XII—XVII съездов РКП(б) — ВКП(б); с 1925 года член ЦКК, в 1927—1930 годах член Президиума ЦКК ВКП (б). Член ВЦИК и ЦИК СССР.
Адрес в Москве: Москва, улица 5-я Тверская-Ямская, 30, кв.94.
В марте 1937 года исключен из партии. Написал письмо И.В.Сталину, но ответа не получил. Арестован 29 мая 1937 года по обвинению в террористической деятельности. 20 сентября 1937 года осуждён Военной коллегией Верховного суда и приговорён к расстрелу, в тот же день приговор был приведён в исполнение. 28 декабря 1955 года посмертно реабилитирован ВКВС СССР.

#### Семья
Жена — Рахиль Григорьевна Фигатнер (1885—?), арестована как ЧСИР. Отбывала срок в КРАСЛАГе, во время войны работала врачом-лаборантом на лагпункте «Самсоновка».
Двое детей — сын и дочь. Сын — Юрий Юрьевич Фигатнер (1921, Тифлис—1993, Москва), историк. В 1937 году арестован, в 1947 году освобожден из лагеря, ссылку отбывал в Красноярском крае. В 1951 году вновь арестован, в 1954-м — освобожден. В 1957 закончил среднюю школу №45 (теперь в составе №171) и поступил на исторический факультет МГУ, который закончил в 1962 году. Работал как автор и редактор в издательствах «Высшая школа», «Большая Советская Энциклопедия» и других. Ответственный секретарь энциклопедии «Великая Октябрьская социалистическая революция». Последняя работа — биографический словарь «Политические деятели России 1917 г.» (1993), где Фигатнер был заместителем главного редактора и автором ряда статей. Внук — Юрий Юрьевич Фигатнер (род. 1949), кандидат биологических наук.  Дочь — Валентина Юрьевна Фигатнер (1924, Новосибирск—?), участник Великой Отечественной войны.